# Carex rikuchiuensis
Carex rikuchiuensis är en halvgräsart som beskrevs av Shigeo Akiyama. Carex rikuchiuensis ingår i släktet starrar, och familjen halvgräs. Inga underarter finns listade i Catalogue of Life.